# T-80
T-80 je ruski borbeni tenk koji se proizvodi od 1976. godine. Razvijen je na temelju tenka T-64 bio je prvi tenk na svijetu opremljen plinskom turbinom.  Različite inačice tenka T-80 koriste Bjelorusija, Cipar, Kazahstan, Pakistan, Rusija, Južna Koreja i Ukrajina. Tenkovi T-80U i T-80UM proizvode se u tvornici Omsk u Rusiji. Glavni dizajner tenka T-80 bio je ruski inženjer Nikolay Popov.

## Povijest proizvodnje
Projekt izgradnje prvog tenka s plinskom turbinom u Rusiji kreće 1949. godine. Godine 1955. izgrađena su dva prototipa motora s turbinom snage 1000KS (746 kW). T-80 je izgledom sličan tenku T-72, ali su ta dva tenka mehanički vrlo različiti. Razvijen je na temelju tenka T-64 i trebao je biti ruski odgovor na američki M1 Abrams i njemački Leopard 2.  Najveći nedostatak prvih inačica tenkova T-80 (T-80, T-80A i T-80B)  bila je velika potrošnja i slabija oklopna zaštita u odnosu na zapadne tenkove. Modeli T-80BV, T-80U, T-80UM i T-80UD su svojevremeno nadmašivali zapadne tenkove (M1A1 Abrams, Merkava Mk2, Leopard 2A3...) po pitanju oklopne zaštite, ali su još uvijek imali preveliku potrošnju goriva.
T-80U je poboljšani borbeni tenk T-80, gdje U u nazivu znači usavršen. U službu je uveden 1985. godine i tada je bio najbolji tenk na svijetu objedinjavajući odličnu oklopnu zaštitu s novorazvijenim reaktivnim oklopom Kontakt-5, izvrsnu pokretljivost, veliku preciznost gađanja potpomognutu sustavom kontrole paljbe 1A42 i balističkim računalom 1V517, noćnom optikom i prvom generacijom infracrvene kamere. Pokreće ga GTD-1250 plinska turbina snage 1250KS (919 kW). Ovaj motor može koristiti mlazna goriva, dizel i nisko oktanski benzin. Vrlo je pouzdan i ima automatski sustav za uklanjanje prašine, ali i visoku potrošnju goriva. Potkraj 1980-tih upravo zbog prevelike potrošnje goriva, ukrajinci su razvili novi dizelski motor 6TD-1 snage 1000KS (250KS manje od plinske turbine GTD-1250) i bitno smanjenom potrošnjom goriva - taj tenk je poznat pod nazvom T-80UD.
Rusi tenkove T-80 pomalo napuštaju zbog velike potrošnje goriva, a time i smanjenu borbenu učinkovitost pa su dio prodali, a dio poboljšali na T-90 standard.

## Vatrena moć
Osnovno oružje T-80 je 125mm top s glatkom cijevi i automatskim punjačem. Dužina cijevi topa je 6,0 m, a stabiliziran je u dvije ravnine i ima mogućnost paljbe iz pokreta, no ipak mora usporiti prije paljbe. Može koristi projektile s penetratorom od osiromašenog uranija. Raspon streljiva koje može koristiti kreće se od protupješačkih naboja, potkalibarskih penetratora, visoko eksplozivnih protutenkovskih naboja do vođenih 125 mm raketa (AT-8 Songster). Ima solidan SUP koji se sastoji od digitalnog balističkog računala, dnevnog i noćnog vizora, laserski daljinomjer, meteorološki senzor itd.

## Oklopna zaštita
Oklopna zaštita T-80 sastoji se od višeslojnog i reaktivnog oklopa. Oklop prvih inačica je pretpostavlja se sličan onom na tenku Merkava Mk 2. Kasnije inačice su imale znatno poboljšan oklop. Kao dodatnu zaštitu ima i sustav aktivne obrane koji uključuje dva odašiljača infracrvenih signala s modulatorom za ometanje protivničkog sustava vođenja rakete. Također posjeduje mogućnost stvaranja dimne zavjese iz 4 posebna izlaza na kupoli i ispaljivanja mamaca za zbunjivanje neprijateljskih projektila.
T-80BV je unaprijeđeni T-80B s reaktivnim oklopom Kontakt-1 koji gotovo udvostručuje razinu zaštite protiv kumulativnih projektila. Međutim, reaktivni oklop pokriva samo određene dijelove tenka ostavljajući preostala područja zaštićena samo osnovnim oklopom.
Tenk T-80U je u vrijeme uvođenja u službu 1985. godine bio jedan od najsuvremenijih i najbolje zaštičenih tenkova na svijetu, nadmašujući zaštitu i borbene sposobnosti zapadnih tenkova poput M1A1 Abramsa, Leoparda 2A4, Challengera 1 i ostalih. Za razliku od T-80BV koji je bio opremljen reaktivnim oklopom Kontakt-1, T-80U s novim reaktivnim oklopom Kontakt-5 pruža znatno bolju zaštitu od kumulativnih i pancirnih potkalibriranih projektila. Upravo zato su amerikanci i englezi bili zainteresirani za ovaj tenk kojeg su potajno otkupili od Ukrajine u prvoj polovici 1990-tih. Testiranja su pokazala izrazitu otpornost i nemogućnost proboja prednje strane kupole i prednjeg dijela trupa "srebrnim metkom" M-829 A1, koji je u Zaljevskom ratu bez problema probijao iračke verzije sovjetskih tenkova T-72 ponzatih kao "babilonski lav" te starije sovjetske tenkove T-62 i T-55.

## Pokretljivost
Za pogon rabi plinsku turbinu GTD-1250 od 1250KS što daje odličnih 27 KS/t pa je najveća brzina 70 km/h uz vrlo dobro ubrzanje. Okretni moment tog motora je izvrsnih 4395 Nm. T-80 ima superiorne manevarske sposobnosti u odnosu na zapadne i starije ruske tenkove. Isto tako, zbog manje mase od zapadnih konkurenata ima bolju prohodnost, naročito na blatnim i polumočvarnim terenima (tenkovi teži od 60 t se jednostavno "zakapaju" pri prolasku kroz takve terene). S 1770 litara goriva prijeđe do 430 km što se u današnje vrijeme smatra nedostatnim. U svoje inačice Ukrajinci su ugradili Dieselov motor. Najveća mana svih inačica motora koje se koriste na raznim T-80 tenkovima je prevelika potrošnja goriva, poglavito u usporedbi s ostalim ruskim i zapadnim tenkovima.

## Inačice
- T-80: osnovna inačica. U razdoblju od 1976. do 1978. napravljeno je manje od 200 tenkova.[2]
- T-80B : nova kupola i mogućnost lansiranja 9K112 Kobre. U sovjetsku službu ušao je 1978. godine.[3]
- T-80BK: zapovjedna inačica razvijena na osnovi T-80B. Ugrađena dodatna navigacijska oprema i radio.
- T-80BV: T-80B s Kontakt-1 reaktivnim oklopom. Proizvodnja je počela 1985. godine uz usporednu nadogradnju starijih tenkova.[4]
- T-80BVK: zapovjedna inačica razvijena na osnovi T-80BV.
- T-80U: mogućnost lansiranja protuoklopnih raketa, reaktivni oklop druge generacije, snažniji i ekonomičniji motor.[5][6]
- T-80UK: zapovjedna inačica razvijena na osnovi T-80U.[5]
- T-80UD: ukrajinska inačica s dizelskim motorom od 1000 KS.
- T-80UM1 (Bars):[6] prototip s Arena i Štora obrambenim sustavima.
- T-80UM2 (Black Eagle):[6] najnovija inačica. Nova kupola s automatskim punjačem na kraju, reaktivni oklop.[5] Nije poznato radi li se samo o tehnološkom demonstratoru ili prototipu za novi ruski glavni borbeni tenk.
- T-84: ukrajinska inačica T-80UD s novom kupolom, francuskom ALIS termovizijom, snažnijim motorom i opcionalnom Arena ili Štora obrambenim sustavom.[6]

## Korisnici
T-80 je bio glavni borbeni tenk SSSR-a koji su raspadom Sovjetskog Saveza naslijedile novonastale države, uglavnom Rusija, Ukrajina i Bjelorusija. Prva zemlja koja je kupila T-80 bio je Cipar koji ih je nabavljaou dva navrata. Nabava tih tenkova dovela je Ciparsku Nacionalnu gardu na rub sukoba s turskom vojskom koja kontrolira sjeverni dio otoka.
Rusija je osim za prodaju, T-80 tenkove koristila i za otplatu starih dugova. Tako je Južnoj Koreji dostavljeno ukupno 35 tenkova kojima su se djelomično isplatili sovjetski dugovi prema zemlji. Osim njih, na ime duga su dostavljeni i BMP-3 oklopni transporteri, Kamov Ka-32 protupodmornički helikopteri, Murena-E plovila na zračnom jastuku, Igla zemlja-zrak projektili te Metis antitenkovski projektili.
Zapadne zemlje kao što su SAD i Velika Britanija su nabavile T-80 tenkove za potrebe istraživanja i razvoja. Britanija primjerice nije službeno kupila tenkove nego ih je nabavila od Ukrajine kroz jedno trgovačko poduzeće iz Maroka te ih platila po 5 milijuna USD po tenku kako bi se izbjegla ruska sumnja. Kada je Rusija shvatila tko je konačni kupac, tenkovi su već bili u britanskom vlasništvu. Tek je u siječnju 1994. tadašnji britanski ministar obrane Jonathan Aitken potvrdio tijekom parlamentarne rasprave da su ruski tenkovi uvezeni u zemlju u svrhu "obrambenog istraživanja i razvoja".
SAD je od Velike Britanije dobio jedan T-80U tenk dok je 2003. od Ukrajine nabavljeno još četiri T-80UD tenkova. Na temelju američkih i britanskih istraživanja, navodno nisu primjećene nikakve slabe točke i nedostaci T-80U tenka.
Osim Cipra i Kine, Rusija je T-80 tenkove namjeravala izvoziti i u Grčku i Tursku. Oba pokušaja su propala dok obje vojske danas koriste njemačke Leopard 2 tenkove.

### Postojeći korisnici
- Armenija: armenska vojska je tijekom 2008. raspolagala s 45 tenkova.[12]
- Bjelorusija: od postojećih 95 tenkova tijekom 2000. godine, Bjelorusija danas u službi ima 90 tenkova.[7]
- Cipar: od Rusije je 1996. godine naručeno 27 T-80U i 14 T-80UK. Vrijednost tog posla je iznosila 174 milijuna USD dok su tenkovi značajno ojačali ciparsku vojsku koja je do tog vremena raspolagala francuskim AMX-30 tenkovima. U listopadu 2009. godine je naručeno 25 T-80U i 16 T-80UK tenkova iz ruskih rezervi.[7][13] Vrijednost druge narudžbe je iznosila 115 milijuna eura, a vozila su dostavljena tijekom prve polovine 2011.[14]
- Egipat: 1997. godine je kupljeno 14 T-80UK i 20 T-80U tenkova.[15]
- Jemen: od Rusije je 2000. godine kupljen 31 T-80 tenk.[16]
- Južna Koreja: iz Rusije je 1995. naručeno 33 T-80U tenkova koji su dostavljeni između [1996.] i 1997. Dva T-80UK su dostavljeni iz Rusije 2005. godine.[7]
- Kazahstan[7][17]
- NR Kina: Rusija i Kina su 1993. potpisali ugovor o kupnji 200 T-80U tenkova za potrebe kineskih ispitivanja. U konačnici je dostavljeno 50 T-80U tenkova,[7][13][18] ali oni nisu u Kini dodijeljeni niti jednoj borbenoj jedinici.
- Pakistan: iz Ukrajine je 1996. naručeno 320 T-80UD tenkova koji su dostavljeni u razdoblju od 1997. do 2002. godine.[7]
- Rusija: u ruskoj vojsci je trenutno u aktivnoj službi oko 1.400 T-80 dok je u statusu rezerve nešto manje od 3.100 T-80 tenkova.[19]
- Ukrajina: ukrajinska vojska je 1995. raspolagala s 345 tenkova, a 2005. s 271 tenkom.[20]
- Uzbekistan[21]

### Bivši korisnici
- SSSR: do raspada SSSR-a, Crvena armija je raspolagala s 4.839 T-80 tenkova.[7] Ove tenkove naslijedile su novonastale države.

## Vanjske poveznice
- Kharkiv Morozov: T-80UD  Arhivirana inačica izvorne stranice od 30. lipnja 2007. (Wayback Machine)
- (en) Main Battle Tank T-80U  Arhivirana inačica izvorne stranice od 9. svibnja 2008. (Wayback Machine)
- (en) Army Technology: T-80U MBT  Arhivirana inačica izvorne stranice od 13. studenoga 2008. (Wayback Machine)
- (en) T-80U Main Battle Tank na fprado.com